# Stożek Morse’a

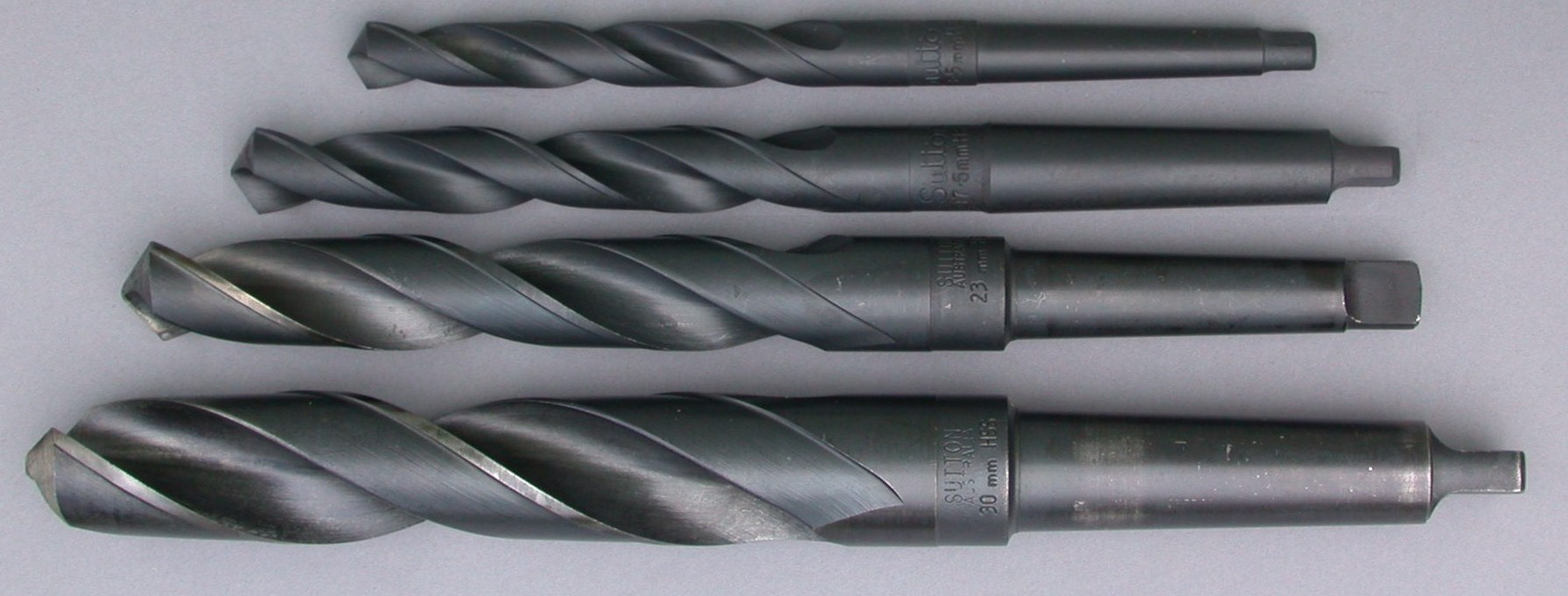
Wiertła kręte różnych wielkości: przykład zastosowania stożka Morse’a o rozmiarach 1, 2, 3 i 4 (MT1, MT2, MT3, MT4)

Stożek Morse’a – stożek służący do osadzania narzędzi (wiertła, rozwiertaki itp.) we wrzecionach obrabiarek. Stożek Morse’a ma właściwości samohamowne. Płetwa służy do wybijania narzędzia z wrzeciona. Moment przenoszony jest dzięki sile tarcia powstającej na styku powierzchni stożkowej narzędzia i tulei wrzeciona.

## Historia
Stożek Morse’a został wymyślony przez Stephena A. Morse’a w połowie lat 60. XIX w. Przyjęty jako standard przez liczne organizacje, w tym z Międzynarodową Organizacją Normalizacyjną (ISO) ISO 296 i Niemiecki Instytut Normalizacyjny (DIN) jak DIN 228-1.

## Rozmiary i oznaczenia
Stożek Morse’a występuje w ośmiu rozmiarach oznaczanych cyframi od 0 do 7. Poszczególne stożki oznacza się jako: MTX (z ang: Morse Taper) lub MKX (z niem: Morsekegel) gdzie X oznacza rozmiar stożka (np. Stożek Morse’a o rozmiarze 5 oznaczymy jako MT5).
| Rozmiar | Zbieżność | A      | B (max) | C (max) | D (max) | E (max) | F  | G     | H   | J    | K          |
| ------- | --------- | ------ | ------- | ------- | ------- | ------- | -- | ----- | --- | ---- | ---------- |
| 0       | 19.212:1  | 9.045  | 56.5    | 59.5    | 10.5    | 6       | 4  | 1     | 3   | 3.9  | 1° 29' 27" |
| 1       | 20.047:1  | 12.065 | 62      | 65.5    | 13.5    | 8.7     | 5  | 1.2   | 3.5 | 5.2  | 1° 25' 43" |
| 2       | 20.020:1  | 17.780 | 75      | 80      | 16      | 13.5    | 6  | 1.6   | 5   | 6.3  | 1° 25' 50" |
| 3       | 19.922:1  | 23.825 | 94      | 99      | 20      | 18.5    | 7  | 2     | 5   | 7.9  | 1° 26' 16" |
| 4       | 19.254:1  | 31.267 | 117.5   | 124     | 24      | 24.5    | 8  | 2.5   | 6.5 | 11.9 | 1° 29' 15" |
| 5       | 19.002:1  | 44.399 | 149.5   | 156     | 29      | 35.7    | 10 | 3     | 6.5 | 15.9 | 1° 30' 26" |
| 6       | 19.180:1  | 63.348 | 210     | 218     | 40      | 51      | 13 | 4     | 8   | 19   | 1° 29' 36" |
| 7       | 19.231:1  | 83.058 | 285.75  | 294.1   | 34.9    | –       | –  | 19.05 | –   | 19   | 1° 29' 22" |